# Fortunat-Henri Caumont

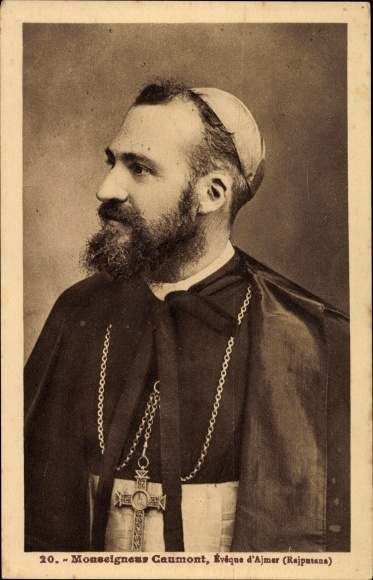

Fortunat-Henri Caumont OFMCap. (* 10. Dezember 1871 in Tours, Frankreich; † 4. April 1930 in Indore) war ein französischer Kapuzinerpater und römisch-katholischer Bischof in Indien.
Am 15. August 1889 trat er in das Noviziat der Kapuziner in Le Mans ein. Am 1896 wurde er in Nantes zum Priester geweiht.
Am 27. Januar 1903 wurde er zum Apostolischen Präfekten von Rajputana ernannt. Am 22. Mai 1913 erhob Papst Pius X. die Apostolische Präfektur Rajputana zum Bistum Ajmer und ernannte Caumont zu deren erstem Bischof. Carlo Giuseppe Gentili OFMCap, Erzbischof von Agra, spendete ihm am 28. Oktober 1913 die Bischofsweihe. Mitkonsekratoren waren Anselm Edward John Kenealy OFMCap, Erzbischof von Simla, und Fabien Antoine Eestermans OFMCap, Bischof von Lahore.
Er starb während eines Pastoralbesuchs in Indore. Er ist in der Kathedrale der Unbefleckten Empfängnis von Ajmer unter dem Altar des Heiligen Herzens begraben.